# Black Clough (Marshaw Wyre)
Der Black Clough ist ein kleiner Fluss im Forest of Bowland, Lancashire, England. Der Black Clough entsteht zwischen dem Hawthornthwaite Fell Top und dem Holdron Moss und fließt in nördlicher Richtung bis zu seiner Mündung in den Marshaw Wyre.